# Lucilia fulvipes
Lucilia fulvipes este o specie de muște din genul Lucilia, familia Calliphoridae, descrisă de Friedrich Hermann Loew în anul 1858. Conform Catalogue of Life specia Lucilia fulvipes nu are subspecii cunoscute.